# Malbec
La malbec es una variedad de uva morada usada para la elaboración de vinos tintos y blancos (Blanc de Malbec, en Argentina). Las uvas tienden a tener un color oscuro y abundantes taninos, y se hicieron conocidas por ser una de seis uvas permitidas en las mezclas del vino de Burdeos. Las plantaciones francesas de malbec se encuentran sobre todo en Cahors, en el suroeste de Francia, debido a que es el lugar de origen, aunque hoy ya se planta en todo el mundo. Así también las plantaciones de esta uva se incrementaron para ser usada en la elaboración de un vino varietal argentino.
Llamada auxerrois o côt noir en Cahors, llamada malbec en Burdeos y pressac en otros lugares, la uva se hizo menos popular en Burdeos después de que la helada de 1956 acabase con un 75 % de los brotes. Aunque Cahors sufrió la misma helada, que devastó los viñedos, la malbec fue replantada y continuó siendo popular en el área, donde se mezcla con merlot y con tannat para hacer vinos oscuros y con mucho cuerpo, y recientemente se han empezado a realizar vinos varietales de malbec.
Una teoría popular pero no completamente confirmada dice que la malbec se llama así por un peregrino húngaro que difundió la uva a través de Francia. No obstante, el ampelógrafo y viticultor Pierre Galet apreció que la mayoría de las evidencias sugerían que el nombre original de la variedad era côt y que probablemente se originó en el norte de Borgoña. A pesar de tener un nombre similar, la uva malbec argenté no es la malbec, sino que es la variedad abouriou, del suroeste francés. Debido a la similitud de sus sinónimos, la malbec también ha sido confudida con la auxerrois blanc, una variedad completamente diferente.
La uva malbec es una uva de piel delgada y necesita más sol y calor que la cabernet sauvignon o la merlot para madurar.
Madura a la mitad de la estación y puede tener un color muy oscuro, muchos taninos, y un particular sabor a ciruela que le añade complejidad a las mezclas claret. Algunas veces, sobre todo en regiones vitícolas tradicionales, no se les pone un empalizamiento para que crezcan en torno a él y es cultivada como si fueran arbustos (sistema goblet). Esto hace que mantengan unos rendimientos relativamente bajos, de unas 6 toneladas por acre. Los vinos son ricos, oscuros y sustanciosos.
En vinos varietales, los vinos malbec están tintados de rojo (o de violeta) y son intensos, de modo que la malbec es usada a menudo mezclada con otras uvas, como la merlot y la cabernet sauvignon, para crear los vinos tintos de mezcla de Burdeos claret. La uva es mezclada con cabernet franc y con gamay en algunas regiones como el valle del Loira. Otras regiones vinícolas usan la uva para producir mezclas al estilo de Burdeos. La variedad es sensible a la helada y es proclive al coulure.

## Origen
Es originaria de la antigua provincia de Quercy, cerca de Cahors, donde es conocida como côt.
Surge de un cruce entre magdeleine noir de Charentes y la prunelard. La primera es una variedad de uva de mesa muy divulgada en el medievo, mientras que la segunda es una antigua variedad de Gaillac, donde todavía se la puede encontrar.
Monsieur Malbeck la introdujo en Sainte-Eulalie d'Ambarès, en el departamento de Gironda, de donde tomó el nombre con el que hoy se la conoce.

## Viticultura

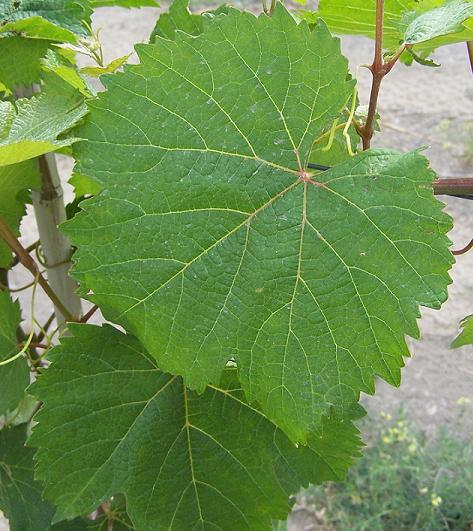
Hojas de malbec.

La malbec es muy susceptible a varias enfermedades de la uva y a riesgos viticulturales, sobre todo la helada, el coulure y el mídiu y pudrición pero el desarrollo de nuevos clones y nuevas técnicas de viticultura han ayudado a controlar algunos de estos problemas potenciales. Tiene potencial para producir altos rendimientos. Unos rendimientos demasiado altos, como pasó en Argentina con el exceso de uso del riego por inundación, los vinos se hacen más simples y con menos sabor. La malbec se adapta bien a una amplia variedad de terruños, pero en los suelos de caliza de Cahors parece que produce los vinos más oscuros y tánicos. Hay diferencias ampelográficas entre los clones de malbec encontrados en Francia y los encontrados en Argentina, como los argentinos dan frutos más pequeños.
Una investigación comparativa realizada por el Instituto del Vino Catena (Catena Institute of Wine) y por la Universidad de California en Davis examinó las diferencias entre la composición fenólica de los vinos de malbec de California, en Estados Unidos, y de Mendoza, en Argentina. Se seleccionaron 16 viñedos en California y 26 bancales en Mendoza sobre la base de su uniformidad y a la representatividad de sus regiones. El estudio concluyó que hay una composición distinta de sabores entre los vinos de malbec producidos en Mendoza y los producidos en California.

## Regiones vinícolas
El malbec es el vino tinto varietal dominante en Cahors, donde las regulaciones de la Appellation d'Origine Contrôlée (AOC) para Cahors requieren un contenido mínimo de malbec del 70 %.
La malbec fue introducida en Argentina por el ingeniero agrónomo francés Michel Pouget en 1853. La malbec es plantada ampliamente en Argentina, donde produce un vino varietal más suave y menos taínico que el de Cahors. Hay unas 44 000 hectáreas de malbec en Argentina, de las cuales 35 000 hectáreas (87 %) están en Mendoza, aunque también son productoras las regiones de La Rioja, Salta, San Juan, Catamarca, Jujuy, La Pampa, Neuquén, Río Negro y Buenos Aires.
Chile tiene unas 6000 hectáreas plantadas, Francia 5300 y en las regiones más frías de California solo hay 45 hectáreas. En California, la uva se usa para hacer meritage. La malbec crece también en el estado de Washington, en las regiones de Rogue y Umpqua de Oregón, en Australia, en Nueva Zelanda, en Sudáfrica, en la Columbia Británica, en la American Viticultural Area (AVA) Long Island del estado de Nueva York, Tarija  al sur de Bolivia, en el noreste de Italia, en Virginia, en la Baja California mexicana y, recientemente, en Texas y en el sur de Ontario. Aunque no es habitual en España, existen 22 hectáreas de malbec en la zona de la Denominación de Origen (DO) Ribera del Duero que se usan, a menudo, para vinos de mezcla hechos sobre todo de tempranillo. A pesar de esto, en 2011 se comercializaban 6 vinos varietales (también llamados monovarietales) de malbec españoles.
Chile también ha demostrado ser capaz de producir Malbec de alta calidad, sobre todo en las regiones de Colchagua y San Antonio. Algunos productores chilenos destacados de Malbec son Viu Manent (considerado en Chile una suerte de especialista en la variedad), Quebrada de Macul, de Martino, y Loma Larga.

### Francia

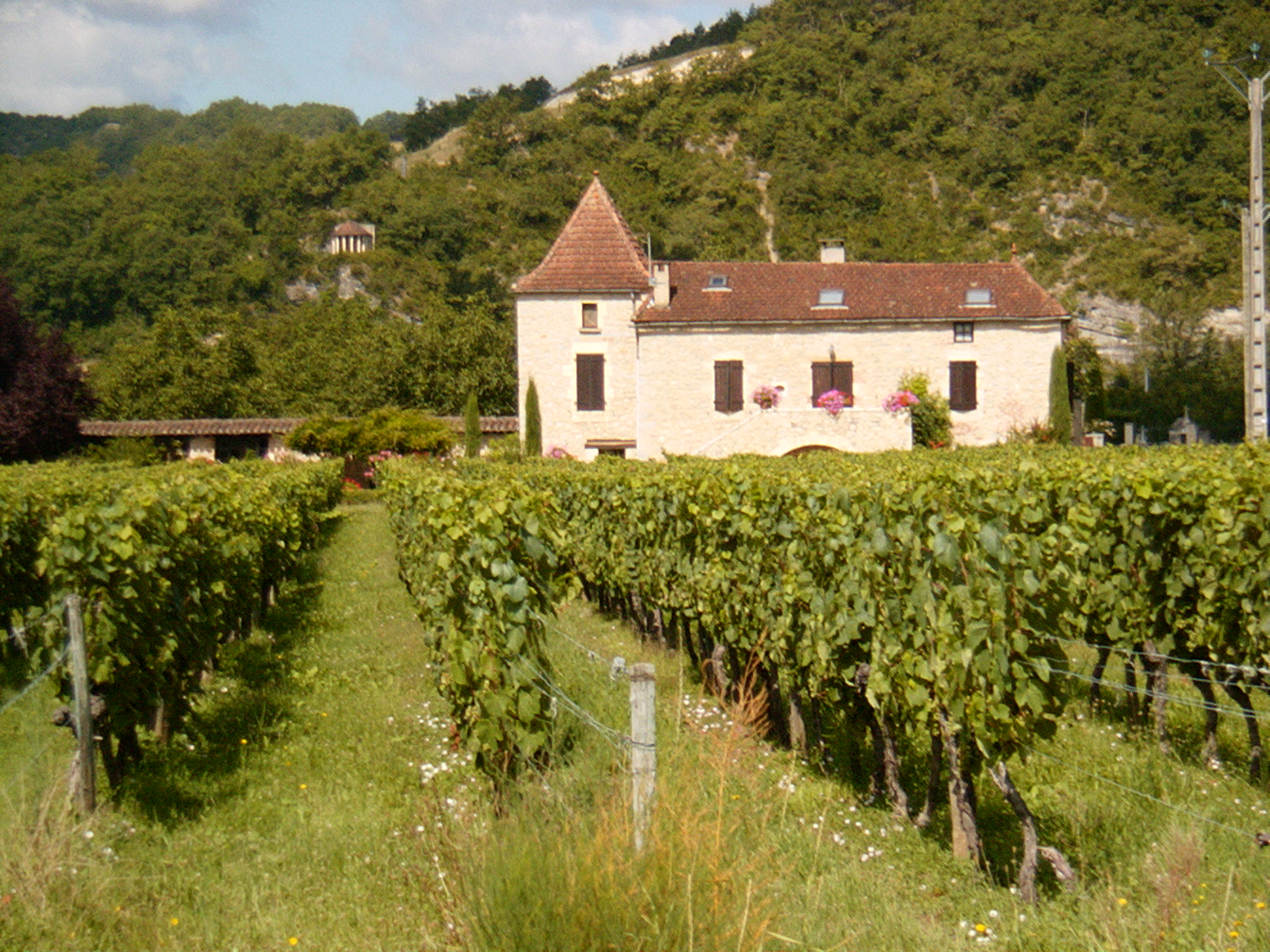
Viñedo en Cahors.

Hubo un tiempo en que la malbec crecía en 30 departamentos de Francia, un legado que sigue presente en la abundancia de sinónimos locales para esta variedad, que fácilmente puede superar los 1000 nombres. No obstante, en tiempos recientes, la popularidad de esta variedad ha ido en declive y el censo del 2000 informó de que solo había 6100 hectáreas de esta vid, y que la mayoría se encontraban en suroeste del país.
Su fortaleza permanece en Cahors en los lugares en los que las regulaciones AOC estipulan que debe de haber al menos un 70 % de los vinos de mezcla, con la merlot y la tannat para completar el porcentaje restante. Fuera de Cahors, la malbec sigue encontrándose en pequeñas cantidades como una variedad permitida en las AOCs de Bergerac, Buzet, Côtes de Duras, Côtes du Marmandais, Fronton y Pécharmant. También está permitida en la Vin Délimité de Qualité Supérieure (VDQS) de Côtes du Brulhois. En la región MIDI de Languedoc está permitida (aunque rara vez es cultivada) en las regiones AOC de Cabardès y Côtes de Malepère. Crece una pequeña cantidaad de malbec en la zona media del valle del Loira y está permitida en las AOCs de Anjou, Coteaux de Loir, Touraine y en el vino espumoso AOC de Saumur, donde es mezclada con cabernet sauvignon y gamay. De todas formas en Francia, la malbec está perdiendo superficie en pro de otras variedades más notables como la cabernet franc en el Loira.
La uva ha sido históricamente una de las principales en las plantaciones de Burdeos, proveyendo de color y frutalidad a la mezcla, pero en el siglo XX empezó a perder superficie en favor de la merlot y de la cabernet franc debido, en parte, a su sensibilidad a los problemas de la vid (helada, coulure, míldiu...). La severa helada de 1956 exterminó una porción significativa de vides de malbec en Burdeos, dando a muchos agricultores la oportunidad de empezar de nuevo con diferentes variedades. En 1968 las plantaciones en Libournais disminuyó hasta las 4900 hectáreas y cayó aún más hasta las 1400 hectáreas en el año 2000. Mientras la malbec se ha convertido en un componente popular de los vinos meritages del Nuevo Mundo o en las mezclas de Burdeos, y sigue siendo una variedad permitida en los principales vinos de Burdeos, su presencia en la región de Burdeos es minoritaria. Solo hay plantaciones significativas en las regiones de Côtes-de-Bourg, Blaye y Entre-Deux-Mers de Burdeos.

### Argentina

Vino de malbec argentinos.

Mientras que las hectáreas de malbec van en declive en Francia, en Argentina se está convirtiendo en una "variedad nacional", hasta el punto en que por sí misma es identificada con el vino argentino. La uva fue introducida por primera vez en la Argentina en 1853 desde Chile, cuando el gobernador de la provincia de San Juan, Domingo Faustino Sarmiento instó al ingeniero agrónomo francés Miguel Pouget (Michel Aimeé Puget) a traerse esquejes de vides francesas desde la Quinta Normal en Chile a la Argentina. Faustino Sarmiento conoció a Pouget en Chile, durante su exilio, y lo convenció de replicar la iniciativa de contar con un predio experimental en Mendoza, similar a la Quinta Normal chilena —inspirada su vez en la Escuela Normal de París— con el objeto de potenciar la agricultura en la región. Entre las vides que trajo Pouget en 1852 estaba la primera malbec que se plantó en el país.
Tuvo una gran difusión, llegando a ocupar 57 690 hectáreas en 1966 y 38 486 hectáreas en 2014. Es la variedad más cultivada en Argentina, siendo este el primer productor mundial de malbec, seguido por Francia (5300 hectáreas), Italia, España, Sudáfrica, Nueva Zelanda y Estados Unidos.
Durante la crisis económica del siglo XX, algunas plantaciones de malbec fueron arrancadas para hacer sitio a las variedades criolla grande y cereza, con las que se producía vino de garrafa. No obstante, la uva fue redescubierta a finales del siglo XX y la industria vinícola argentina puso el foco en la producción de vinos prémium para la exportación. Como la industria vinícola argentina descubrió la calidad única del vino que se podía hacer con la uva, la malbec alcanzó gran preeminencia y actualmente es la uva tinta más plantada del país. En 2003 había unas 20 000 hectáreas de malbec en Argentina.
Los racimos de las uvas argentinas malbec son diferentes de los franceses. Tienen frutos más pequeños en racimos más pequeños y apretados. Esto sugiere que los esquejes traídos por Pouget y por los inmigrantes franceses posteriormente eran un clon singular que podría haberse extinguido en Francia debido a la helada y a la epidemia de filoxera. El vino de malbec argentino se caracteriza por su color oscuro y por sus sabores intensos y afrutados cómo la ciruela, con una textura aterciopelada. Aunque no tiene la estructura tánica de un malbec francés y que posee una textura más suave. Los vinos de malbec argentinos han demostrado un potencial para el añejamiento similar a los franceses.
La región de Mendoza es el productor líder de malbec en Argentina, que también tiene viñedos de esta variedad en La Rioja argentina, Salta, San Juan, Catamarca y la provincia de Buenos Aires.
El 86 % del malbec argentino se encuentra en Mendoza, donde está la primera DOC (Denominación de Origen Controlada) de América, Malbec Luján de Cuyo.
Entre los productores más destacados se encuentran Bodegas Salentein, Bodega Lagarde, Bodega Familia Otero Ramos, Familia Zuccardi, Nieto Senetiner, Trapiche, Achával-Ferrer, Viña Cobos, Trivento, Alta Vista, Pulmary, Catena Zapata, Finca La Celia, Tierras Altas, Maal Wines, Zemlia de las Casuarinas, Renacer, Cielo y Tierra, Casarena y Pascual Toso, todos ellos en la provincia de Mendoza, Yacochuya. El Porvenir de Cafayate, Colomé, Tacuil y El Esteco, en la provincia de Salta (noroeste argentino), Noemia en la provincia de Río Negro (Patagonia) y Bodega Océano en la región marítima de Río Negro (Patagonia). Los viñedos más altos del mundo se encuentran en las provincias de Salta y Jujuy, ambas en el noroeste argentino (hasta 3000 msnm).

#### Malbec de las grandes altitudes de Mendoza
El vino de malbec argentino mejor valorado es el que se produce en grandes altitudes de Mendoza, en las regiones vinícolas de Luján de Cuyo y el valle de Uco. Estos distritos están localizados al pie de los Andes, entre los 800 y los 1500. En el Noroeste argentino, en la provincia de Salta están los viñedos más altos del mundo donde se produce malbec. Michel Roland, famoso enólogo francés que le dio un gran impulso al malbec en Argentina, tiene su propia bodega en Cafayate, Salta, San Pedro de Yacochuya y produce vinos malbec a más de 2000 metros de altura. Donald Hess de Colome otro productor de malbec de máxima altura produce malbec a 1700 metros de altura como Piatelli, otra importante bodega en Cafayate. En los valles calchaquies se ubica Cafayate cuya altura va desde los 1700 metros hasta 2700 sobre el nivel del mar donde hay varias bodegas produciendo vinos de distintas variedades no solo Malbec m s. n. m.
El viñatero argentino Nicolás Catena Zapata ha realizado esfuerzos acreditados para alevar el estatus de la malbec argentina a través del estudio de los efectos de la altitud.
En 1994, él fue la primera persona que plantó un viñedo de malbec a, al menos, 1500 msnm en Gualtallary, subdistrito de Tupungato, el viñedo Adrianna, y desarrolló una selección de clones de malbec argentina.
Los vinos de las grandes altitudes de Mendoza han atraído a muchos expertos extranjeros, como Paul Hobbs, Michel Rolland, Herve Joyaux-Fabre, Roberto Cipresso y Alberto Antonini, y hoy, hay varios vinos de malbec de la región que tienen unos 95 puntos en Wine Spectator y en Robert Parker’s The Wine Advocate. Herve Joyaux-Favre ha llegado a decir que "las uvas malbec de la zona son las mejores del mundo".

### Chile
Si bien el  Carménère es la cepa emblema del vino chileno y en el país se cosechan otras variedad de cepas como el Cabernet Souvignon, Merlot, Pinot noir entre otros, el malbec ha tenido un exponencial crecimiento en su producción durante las últimas décadas, debido al descubrimiento de parras centenarias de la variedad, así como en el aumento año a año de hectáreas plantadas para su exclusiva producción en el país. Actualmente se estima que en Chile hay 2.361 hectáreas destinadas exclusivamente para la producción de malbec.
La historia del malbec en Chile se inicia en 1841, cuando un grupo de enólogos franceses trajo la cepa al país, junto con otras variedad para ser plantadas en la Quinta Normal de Santiago, posteriormente en 1853 se exportarían las primeras cepas de malbec desde Chile a Argentina, específicamente a la región de Mendoza.
A finales del siglo XIX, los enólogos franceses comenzaron a expandir las plantaciones de malbec a otras regiones de la zona centro-sur de Chile, sin embargo las mezclaron con otras variedades, por lo que la producción de malbec se fue diluyendo con el paso de los años, como fue en el caso de la Región del Maule, ya que se descubrieron hace unos años en la zona, parras centenarias de malbec que habían sido mezcladas con otras cepas. Recién en 1993 la viña Viu Manent se transformó en la primera viña chilena en producir, embotellar y comercializar vinos 100% de malbec producidos en el país, provenientes del viñedo que tenían hace más de 100 años en la ciudad de Santa Cruz en el Valle de Colchagua donde se encontraba esta variedad. En 2016 también fue descubierta en la ciudad de San Rosendo, en la Región del Biobío, una plantación centenaria de malbec que fue llevada a la zona por colonos franceses a fines del siglo XIX, que también había sido mezclada con otras cepas de la zona.
Actualmente la mayor cantidad de producción de malbec en Chile se ubica en la Región del Maule, sin embargo también existen importantes plantaciones de la cepa en las regiones del Biobío y en la zona del Valle de Colchagua. El Terroir de la Región del Maule es granítico, eso provoca que el malbec de la zona contenga una mineralidad especial, además la influencia de la costa y la cordillera le otorgan acidez y frescura al malbec chileno, estas condiciones provocan una diferencia importante de su par argentino, además el malbec chileno suele tener un sabor más fresco y frutoso, debido a que no se cosecha tan maduro como si ocurre con otras producciones de malbec en el mundo.

### Estados Unidos
Antes de la ley seca en los Estados Unidos, la malbec era una variedad significativa en California usando sobre todo para aumentar la producción de vino de mezcla. Después de la ley seca, la uva pasó a ser una variedad de menor importancia hasta que hubo un auge de interés en ella por ser un componente de la mezcla del estilo de Burdeos meritage a mediados de la década de 1990. Entre 1995 y 2003, las plantaciones de malbec en California han pasado de las 404 hectáreas a las 2830 hectáreas. Aunque la presencia del varietal malbec californiano está aumentando, la uva sigue siendo usada ampliamente y sobre todo para vinos de mezcla. En California, las AVAs donde se planta más malbec son el valle de Napa, el valle Alexander, Paso Robles y el valle de Sonoma.
Otras regiones AVA de California con algunas plantaciones de malbec son el valle Livermore, Atlas Peak, valle Carmel, Los Carneros, valle Ramona, Costa Central, el condado Red Hills Lake, Chalk Hill, Clear Lake, el distrito de Diamond Mountain, el valle del río Russian, valle Dry Creek, Rutherford, El Dorado, San Lucas, Santa Lucía Highlands, valle Santa María, valle Santa Ynez, Howell Mountain, Sierra Foothills, valle Knights, distrito Spring Mountain, St. Helena, Lodi, el distrito Stags Leap, Madera, valle Suisun, valle Temecula, Monterey, Mount Veeder, Costa Norte, distrito Oak Knoll, Yorkville Highlands, Oakville, Paicines, Clements Hills, Fair Play, Willow Creek, North Yuba y Yountville.
La bodega Seven Hills ha plantado las primeras vides de malbec en Oregón a finales de los años 90 en su viñedo Windrow del valle Walla Walla. Desde comienzos del siglo XXI, varias bodegas han experimentado con vinos varietales de malbec y también la han usado para mezclas meritage. En el Estado de Washington crece sobre todo en el valle Columbia y en las sub-AVAs del valle Walla Walla, Rattlesnake Hills, Red Mountain, Wahluke Slope, Horse Heaven Hills y el valle Yakima.
El Estado de Nueva York otras AVAs que usan malbec son las de North Fork of Long Island y Finger Lakes. Las denominaciones que la usan de Oregón son el valle Applegate, el valle Rogue, sur de Oregón, valle Umpqua y valle Willamette. En Idaho la usa el valle del río Snake. En Texas High Plains y Texas Hill Country. En Virginia Monticello y North Fork Raonoke. En Carolina del norte el valle Yadkin. En Míchigan la península Old Mission y la península Leelanau. En Nueva Jersey en Outer Coastal Plain. En Colorado en Grand Valley. Además, hay algunas plantaciones en Misuri y en Georgia, en zonas que no son AVAs.

## Características enológicas
Hay una gran diferencia entre los malbec argentinos y galos, dado que es una variedad muy plástica, lo que significa que varía mucho con el terroir.
Los malbec franceses tienden a tener mucha estructura, taninos firmes y mucho color los años secos, mientras que el grano tiende a hincharse dando vinos diluidos los años lluviosos. A diferencia de éstos, los malbec argentinos tienden a ser mucho más frutados, con taninos maduros y un final aterciopelado.

## Características ampelográficas
- Racimo: medianos, cónico mediano, suelto a lleno.
- Baya: mediana, esferoides y elipsoidal, negra azulada y de pulpa blanda.
- Hojas adultas: medianas, orbiculares y cuneiformes, enteras y trilobadas, de color verde oscuro, con dientes agudos y seno peciolar en V. Punto peciolar levemente rosado y pecíolo mediano intensamente coloreado de violeta rojizo.
- Maduración: en primera época tardía.

## Sinónimos

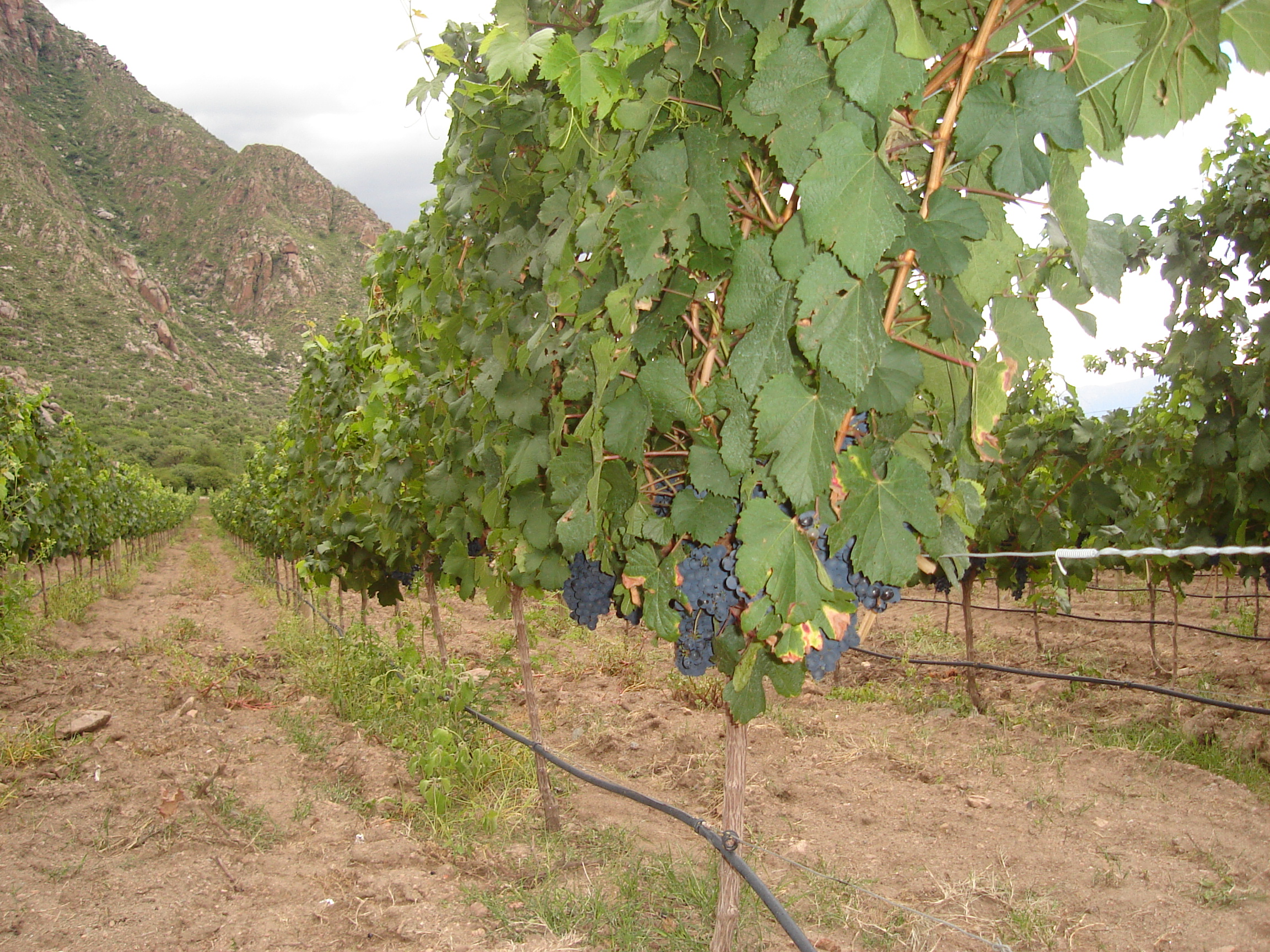
Vides malbec en Cafayate, Argentina.

El ampelógrafo francés Pierre Galet documentó unos mil sinónimos diferentes para la malbec, porque creció en 30 departamentos de Francia. Aunque el nombre de malbec es el más conocido para los enólogos, el nombre Galet sugiere que côt era el nombre original y más usado de esta variedad, y que también aparecía frecuentemente el nombre auxerrois, que sugiere que el norte de la Borgoña puede haber sido el primer hogar de la variedad.
En Burdeos, donde la variedad recabó atención por primera vez, es más conocida bajo el sinónimo pressac.
Otros sinónimos comunes para malbec son agreste, auxerrois de laquenexy, auxerrois des moines de picpus, 
auxerrois du mans, balouzat, beran, blanc de kienzheim, cahors, calarin, cauli, costa rosa, cot a queue verte, cotes rouges, doux noir, estrangey, gourdaux, grelot de tours, grifforin, guillan, hourcat, jacobain, luckens, magret, malbek, medoc noir, mouranne, navarien, negre de prechac, negrera, noir de chartres, noir de pressac, noir doux, nyar de presak, parde, périgord, pied de perdrix, pied noir, pied rouge, pied rouget, piperdy, plant d'Arles, plant de meraou, plant du roi, prechat, pressac, prunieral, quercy, queue rouge, quille de coy, romieu, teinturin, terranis, vesparo, y plant du Lot.